# L'Enfant aux rochers
L'Enfant aux rochers est un tableau du peintre français Henri Rousseau réalisé en 1895-1897. Cette huile sur toile est le portrait naïf d'un enfant brun assis sur des rochers pointus évoquant des montagnes aux pics acérés. Elle est aujourd'hui conservée à la National Gallery of Art, à Washington, aux États-Unis.